# マット・ケネリー
マシュー・ルーク・ケネリー（Mathew Luke Kennelly, 1989年3月21日 - ）は、オーストラリア・イースト・フリーマントル出身のプロ野球選手。
兄弟は、同じく野球選手でフィラデルフィア・フィリーズの傘下に所属しているティモシー・ケネリー。

## 経歴
2013年に第3回WBCオーストラリア代表に選ばれた。

## 詳細情報

### 代表歴
- 2013 ワールド・ベースボール・クラシック・オーストラリア代表